# Плятерувка (гміна)
Гміна Плятерувка (пол. Gmina Platerówka) — сільська гміна у південно-західній Польщі. Належить до Любанського повіту Нижньосілезького воєводства.
Станом на 31 грудня 2011 у гміні проживало 1673 особи.

## Площа
Згідно з даними за 2007 рік площа гміни становила 47.94 км², у тому числі:
- орні землі: 55.00%
- ліси: 36.00%

Таким чином, площа гміни становить 11.20% площі повіту.

## Населення
Станом на 31 грудня 2011:
| Опис     | Загалом | Загалом | Чоловіки | Чоловіки | Жінки | Жінки |
| -------- | ------- | ------- | -------- | -------- | ----- | ----- |
| одиниця  | осіб    | %       | осіб     | %        | осіб  | %     |
| все      | 1673    | 100     | 848      | 50.69    | 825   | 49.31 |
| міське   | 0       | 100     | 0        |          | 0     |       |
| сільське | 1673    | 100     | 848      | 50.69    | 825   | 49.31 |

## Сусідні гміни
Гміна Плятерувка межує з такими гмінами: Лешна, Любань, Любань, Секерчин, Сулікув.